# Władysław Brzosko
Władysław Brzosko (ur. 1856 w Zuśnie, zm. 14 stycznia 1940 w Dębowie) – polski polityk, poseł na Sejm Ustawodawczy w II RP, działacz Związku Ludowo-Narodowego.

## Życiorys
Urodził się w Zuśnie w powiecie Suwałki jako syn Jana i Felicji z domu Szymborskiej. Ukończył edukację domową. Był rolnikiem w Dębowie, ławnikiem sądu, członkiem Rady Starostwa Powiatowego, a także przez wiele lat pełnomocnikiem gminny. W latach 1919–1922 był posłem na Sejm Ustawodawczy z listy Związku Ludowo-Narodowego, reprezentując okręg wyborczy nr 2 (Suwałki).